# Сан-Саба (титулярная диакония)
Титулярная диакония Сан-Саба (лат. Diaconia Sancti Sabae) — титулярная церковь была создана Папой Иоанном XXIII 2 декабря 1959 года, апостольской конституцией Est in more. Титул принадлежит базилики Сан-Саба, расположенной в районе Рима Сан-Саба, на площади Джованни Лоренцо Бернини. Имеет статус малой базилики.

## Список кардиналов-дьяконов и кардиналов-священников титулярной церкви Сан-Саба
- Августин Беа, S.I. (14 декабря 1959 — 16 ноября 1968, до смерти);
- Жан Даниэлу, S.I. (28 апреля 1969 — 20 мая 1974, до смерти);
- Йозеф Шрёффер (24 мая 1976 — 7 сентября 1983, до смерти);
- Жан Жером Амер, O.P. (25 мая 1985 — 29 января 1996), титулярная церковь pro illa vice (29 января 1996 — 2 декабря 1996, до смерти);
- Хорхе Артуро Медина Эстевес (21 февраля 1998 — 1 марта 2008), титулярная церковь pro hac vice 1 марта 2008 — 3 октября 2021, до смерти);
- Артур Роше — (27 августа 2022 — по настоящее время).